# John Merton Aldrich
John Merton Aldrich (Olmsted County, Minnesota, 28 januari 1866 - Washington D.C., 27 mei 1934) was een Amerikaans entomoloog. Hij was een autoriteit op het gebied van de tweevleugeligen (Diptera).
Hij studeerde aan het South Dakota State College in Brookings (South Dakota), Michigan State College en de University of Kansas. Toen de nieuwe University of Idaho werd geopend in 1893, werd hij het eerste hoofd van het zoölogie-departement aldaar. In 1905/1906 nam hij een sabbatsjaar om aan de Stanford University zijn Ph.D. te behalen. Tijdens zijn afwezigheid brandde de universiteit van Idaho af.
Aldrich bleef verbonden aan de University of Idaho tot hij in 1913 onverwacht ontslagen werd. Hij werd meteen benoemd aan het federale Bureau of Entomology en gestationeerd in Lafayette (Indiana). In 1918 werd hij benoemd tot Custodian of Diptera bij het United States National Museum. Hij schonk in 1928 zijn persoonlijke collectie van 45.000 specimens en 4.000 verschillende soorten aan het museum.
Hij ondernam verschillende verzamelreizen, onder meer naar Alaska, Guatemala en Zweden. Hij is de wetenschappelijke auteur van talrijke taxa. Op zijn naam staan meer dan 170 publicaties, waaronder de monumentale Catalogue of North American Diptera uit 1905 (met een aanvulling uit 1907).